# Месторождение Витватерсранд
Месторождение Витватерсранд (африк. Witwatersrand — хребет белой воды) — крупнейшее в мире месторождение золотой руды с содержанием урана. Находится в ЮАР, к юго-западу от Йоханнесбурга, на территории упразднённой провинции Трансвааль.
На месторождении получают от 25 до 50 % добываемого в мире золота. Добыча ведётся в том числе из самой глубокой шахты мира «Мпоненг» — её глубина составляет 3,9 км, температура в выработках достигает 52 градусов.

## История
Открытие богатого месторождения золота на Витватерсранде произошло в 1886 году, что спустя несколько лет привело к началу золотой лихорадки. Промышленная добыча золота началась с 1952 года. К 1980 году на месторождении было добыто 36000 тонн золота, пик золотодобычи пришёлся на 1970 год (1000,4 т), после чего она начала постепенно снижаться.

## Геологическая характеристика
В мировой геологической литературе под понятием «месторождение Витватерсранд» подразумевают крупнейшую золотоносную провинцию, включающую порядка 40 шахтных полей. Каждое такое поле может рассматриваться как самостоятельное месторождение.
Площадь рудной провинции составляет 350 × 200 км. Золотоносная толща состоит из ритмичных серий конгломератов, сланцев, песчаников с горизонтами порфиров, андезитов и их туфов. В составе рудного тела присутствуют более 70 минералов, в том числе пирит (наиболее распространен), марказит, пирротин, пентландит, халькопирит, сфалерит, галенит, арсенопирит, колумбит, молибденит, кобальтин, теннантит, ильменит, касситерит.

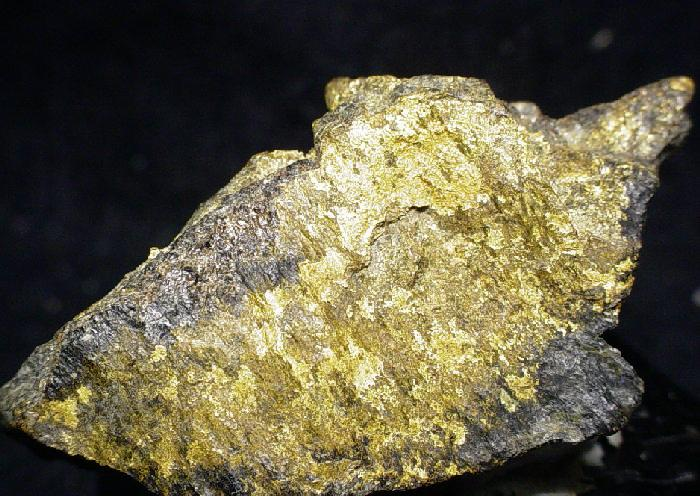
Образец золотоносносной руды, добытой на месторождении

Золото содержится в сульфидах — пирите, пирротине (наиболее тесно ассоциирует), халькопирите, арсенопирите, линнеите, пентландите, сфалерите, галените и кобальтине. Среднее содержание золота составляет 8—20 и доходит до 3000 г/т, пробность высокая — 900—935.
Попутно добывается осмистый иридий — содержания от 3 до 28 г/т. Добыча металла составляет около 200 кг/год.
Также распространена урановая минерализация, связанная с прослойками конгломератов и пиритовыми кварцитами. Один из минералов урана — тухолит — часто встречается в ассоциации с самородным золотом. Содержания концентрата природного урана на месторождении составляют 0,02—0,05 %. Добывается 670—690 тонн урана в год.

## Технология золотоизвлечения
Для обогащении руды применяется метод цианирования с последующим выщелачиванием урана из хвостов серной кислотой, которую получают из той же руды при обжиге флотоконцентрата пирита из хвостов кислотного выщелачивания. Общее извлечение золота при этом составляет около 90 %.
Попутно извлекаются серебро, металлы платиновой группы и уран.